# CHEOPS
CHaracterising ExOPlanets Satellite
Pour les articles homonymes, voir CHEOPS (homonymie).

Logo de la mission.

CHEOPS (acronyme de Characterising Exoplanets Satellite, c'est-à-dire Satellite de caractérisation des exoplanètes) est un télescope spatial de petite taille développé conjointement par l'université de Berne et l'Agence spatiale européenne (ESA). CHEOPS a pour objectif de mesurer la taille et, dans la mesure du possible, les caractéristiques de l'atmosphère d'exoplanètes déjà identifiées orbitant autour d'étoiles lumineuses (magnitude apparente comprise entre 6 et 12) situées au voisinage du Système solaire.
Pour préciser les caractéristiques des exoplanètes, l'engin spatial, d'une masse de 273 kilogrammes, utilisera la méthode du transit à l'aide d'un télescope de 32 centimètres d'ouverture, qui permet une résolution spatiale d'une seconde d'arc et une précision de mesure de la luminosité de 15 ppm après cinq heures d'intégration. CHEOPS effectuera ses observations depuis une orbite héliosynchrone. La mission est placée en orbite le 18 décembre 2019, par le lanceur Soyouz Fregat décollant de la base de Kourou. La durée de la mission primaire est de 3,5 ans.
CHEOPS est la première mission de classe S du programme scientifique Cosmic Vision de l'ESA. Les missions de cette classe, caractérisées par un temps de développement court (4 ans) et un coût réduit (50 millions d'euros financées par l'ESA, auxquels s'ajoutent 50 autres millions fournis par le consortium de pays développant le télescope proprement dit), viennent compléter les missions plus complexes des classes M et L.

## Contexte

### Première détection d'exoplanète
L'existence de planètes autour d'autres étoiles (les exoplanètes) fait l'objet de spéculations jusqu'au début des années 1990. En effet leur détection se heurte à la taille réduite de ces planètes situées à des distances considérables et à leur faible luminosité par rapport à celle de l'étoile qui les héberge. La première détection d'une exoplanète est obtenue en 1995 par les astronomes suisses Michel Mayor et Didier Queloz de l’Observatoire de Genève (Prix Nobel de Physique 2019) en utilisant la méthode des vitesses radiales qui consiste à mesurer les variations de vitesse de l'étoile hôte. Cette méthode s'appuie sur le fait que si la taille relative de la planète (par rapport à l'étoile) est suffisamment importante, la présence de la planète se traduit par un déplacement significatif de l'étoile autour du centre de gravité de l'ensemble étoile-planète qui produit une variation de sa vitesse mesurable dans la direction de la ligne de visée Terre-étoile. Cette variation engendre un effet Doppler détectable par l'analyse du spectre lumineux de l'étoile qui présente un décalage des raies spectrales (spectroscopie). Cette méthode permet de déterminer de manière approchée la masse de la planète.
| Télescope         | Organisation | Date lancement   | Statut                 | Durée de la mission        | Caractéristique optique                                              | Portion du ciel observée                          | Durée observation continue | Objectif principal                                                                                         | Type étoile                                       | Type planète                                                                    | Résultats                                                                      |
| ----------------- | ------------ | ---------------- | ---------------------- | -------------------------- | -------------------------------------------------------------------- | ------------------------------------------------- | -------------------------- | --- | ------------------------------------------------- | ------------------------------------------------------------------------------- | ------------------------------------------------------------------------------ |
| CoRoT             | ESA/CNES     | 27 décembre 2006 | Mission achevée        | 7 ans                      | 100 ppm                                                              |                                                   | 6 mois                     | Détection d'exoplanètes                                                                                    |                                                   | Jupiter chauds Période orbitale ≤ 60 jours                                      | 32 exoplanètes confirmées                                                      |
| Kepler            | NASA         | 7 mars 2009      | Mission achevée        | 9 ans                      | 29 ppm (étoile magnitude 12 avec 6,5 heures intégration)             | 150 000 étoiles pré-sélectionnées 115 deg²        | 4 ans                      | Recensement statistique des exoplanètes                                                                    |                                                   |                                                                                 | > 2 500 exoplanètes confirmées                                                 |
| TESS              | NASA         | 18 avril 2018    | Mission en cours       | 2 ans (mission primaire)   |                                                                      | 200 000 étoiles pré-sélectionnées Ciel complet    | De 10 jours à 2 ans        | Détecter et mesurer la masse de superterres Recensement systématique des planètes > 2,5 rayons de la Terre | Étoiles brillantes situées à moins de 200 parsecs | Superterres avec période orbitale ≤ 10 jours                                    | > 30 exoplanètes confirmées (nov 2019)                                         |
| CHEOPS            | ESA          | 18 décembre 2019 | Mission en cours       | 3,5 ans (mission primaire) |                                                                      | 300 étoiles présélectionnées observées une à une  |                            | Caractéristiques détaillées d'exoplanètes déjà recensées                                                   |                                                   | Diamètre de 1 à 6 fois celui de la Terre                                        |                                                                                |
| Nancy-Grace-Roman | NASA         | 2025             | Développement en cours | 5 ans (mission primaire)   | Méthodes lentille gravitationnelle faible, imagerie directe, transit | Bulbe galactique                                  |                            | Recensement des exoplanètes                                                                                |                                                   | À partir de la taille de Mars périodicité orbitale > quelques dizaines de jours | Plusieurs dizaines de milliers de planètes dont plusieurs centaines vagabondes |
| PLATO             | ESA          | 2026             | Développement en cours | 6 ans (mission primaire)   |                                                                      | ∼ 2 250 deg²                                      |                            | Caractéristiques détaillées de plusieurs milliers exoplanètes                                              |                                                   | Planètes terrestres et superterres                                              |                                                                                |
| ARIEL             | ESA          | 2028             | Développement en cours | 4 ans (mission primaire)   |                                                                      | 1 000 exoplanètes connues proches de notre Soleil |                            | Analyse de l'atmosphère des exoplanètes                                                                    |                                                   | Planètes de type Neptune et superterres                                         |                                                                                |

### La méthode du transit
En 1999 la méthode du transit permet pour la première fois de confirmer la présence d'une exoplanète (HD 209458 b alias Osiris). Dans cette méthode la planète est détectée lorsqu'elle passe devant son étoile, car la luminosité de celle-ci est alors légèrement réduite. Pour détecter une planète avec cette méthode il faut que la droite reliant l'observateur avec l'étoile soit parallèle au plan orbital de l'exoplanète et que l'observation se fasse au moment précis où la planète passe devant l'étoile. Cette méthode fournit le rayon approché de la planète. Les contraintes de cette méthode ne permettent de détecter qu'une faible fraction des exoplanètes. Pour compenser ces limitations il faut donc observer simultanément un très grand nombre d'étoiles. CoRoT, un télescope spatial franco-européen utilisant cette méthode de détection, est lancé en 2007 et découvre une trentaine d'exoplanètes, mais c'est surtout le télescope spatial Kepler de la NASA lancé en 2009 qui découvre 4 700 candidats dont 2 300 sont confirmées par des observations ultérieures. Toutefois ces planètes tournent le plus souvent autour d'étoiles très lointaines, ce qui rend très difficile les observations terrestres ultérieures pour l'évaluation de leur masse par la méthode des vitesses radiales.
Le télescope spatial TESS de la NASA, lancé en 2018, utilise une stratégie d'observation différente. Au lieu d'observer comme Kepler une petite portion du ciel sur une très longue période, il étend ses observations au ciel entier en se concentrant sur les étoiles les plus brillantes. Au bout d'un an TESS a détecté une trentaine d'exoplanètes. Mais chaque portion de ciel n'est observée que durant 27 jours, ce qui ne permet au plus qu'une à deux détections pour une planète dont la période orbitale est de plus de 10 jours. Or le nombre d'observations joue sur la précision de la détermination du rayon de l'exoplanète.

## Objectifs
La mission CHEOPS joue un rôle complémentaire par rapport à des missions plus coûteuses chargées de découvrir de nouvelles exoplanètes, telles que Kepler pour la NASA et CoRoT pour l'ESA, ainsi que PLATO (projet ESA en cours de développement). Le nombre total d'exoplanètes découvertes par les différentes missions dépasse 5 000 en 2022. Elles présentent une très grande diversité avec des caractéristiques souvent sans équivalent dans le Système solaire. Ces systèmes de planètes sont généralement plus compacts avec des planètes tournant à faible distance de leur étoile. Les planètes d'une taille comprise entre celle de la Terre et celle de Neptune dominent. CHEOPS n'a pas pour objectif de découvrir de nouvelles exoplanètes, mais de recueillir des données plus détaillées sur des exoplanètes déjà identifiées par des observatoires terrestres. La mission de CHEOPS vient combler les limitations de TESS en concentrant ses observations sur des exoplanètes déjà identifiées orbitant autour d'étoiles brillantes. Sa précision photométrique de l'ordre de grandeur de celle de Kepler lui permet de déterminer avec une très grande précision le rayon de l'exoplanète. Ceux-ci utilisent des méthodes de détection (vitesse radiale) qui ne fournissent pas les dimensions de la planète, une donnée essentielle pour déterminer la densité et donc la structure de la planète. Le satellite CHEOPS doit mettre en œuvre la méthode du transit planétaire pour obtenir cette donnée grâce à une photométrie à très haute précision. La qualité des observations effectuées par l'instrument de CHEOPS doit permettre de mesurer le transit de planètes dont le diamètre est compris entre celui de la Terre et six fois cette valeur, dans la mesure où elles orbitent autour d'étoiles suffisamment brillantes et proches du Système solaire. CHEOPS doit observer d'une part des petites exoplanètes détectées par des campagnes de détection utilisant l'effet Doppler d'autre part des planètes de la taille de Neptune détectées par des observatoires terrestres. 
Les objectifs détaillés sont :
- rechercher des transits se traduisant par une baisse de l'intensité lumineuse peu marquée avec un ratio signal sur bruit au minimum de 5 pour des planètes de la taille de la Terre orbitant autour d'étoiles naines de type G5 dont la magnitude apparente est inférieure à 9. Les observations porteront sur des planètes ayant une période orbitale de 50 jours maximum. Le niveau du rapport signal/bruit doit permettre de détecter la présence ou l'absence d'une atmosphère significative pour les planètes dont la taille est comprise entre celle de la Terre et celle de Neptune. Les plus petites de ces planètes constituent une cible parfaitement adaptée à une étude spectroscopique ultérieure qui pourrait fournir le détail de la composition de l'atmosphère ;
- fournir une mesure précise du rayon de planètes de type Neptune chaud orbitant autour d'étoiles ayant une magnitude apparente inférieur à 12 et rechercher des planètes de masse inférieures co-alignées. Les planètes de type Neptune chaud observées ont été détectées par des observations terrestres par des instruments (NGTS ou HAT-S) installés sur des observatoires situés dans l'hémisphère sud. Ils orbitent autour d'étoiles naines de type K (en fin de séquence) et M (en début de séquence). Lorsque le rapport signal sur bruit de ces planètes est supérieur à 50, le rayon de ces objets célestes devrait pouvoir être mesuré  avec une précision supérieure à 10%. Cette précision combinée aux mesures de la masse effectuées par les instruments terrestres devrait fournir, compte tenu de la taille de l'échantillon (plusieurs douzaines de planètes de ce type avec un rayon compris entre 1,5 et 6 rayons terrestres), des indications nouvelles sur la structure physique des Neptunes chauds ;
- mesurer la modulation de phase produite par les différences de contribution de la face éclairée de planètes de type Jupiter chaud. Les données recueillies fourniront des informations sur la manière dont l'énergie est transportée dans l'atmosphère de ces planètes.

| |  |
| Schéma de gauche : La méthode des transits planétaires repose sur la mesure de la baisse de l'intensité lumineuse d'une étoile lorsqu'une planète s'interpose entre celle-ci et l'observateur. Cette éclipse partielle dure généralement plusieurs heures. Schéma de droite : Exemple de mise en œuvre durant la mission K2 (Kepler) pour une étoile similaire au Soleil de magnitude apparente 11 : les points correspondent aux mesures effectuées le trait rouge à la courbe de l'intensité lumineuse déduite. La baisse est très marquée pour une planète de la taille de Jupiter (1 %) mais difficilement discernable du bruit pour une planète de la taille de la Terre (0,01 %). L'irrégularité des valeurs retournées par l'instrument sont dues aux différentes sources de bruit affectant la mesure : vibrations, légères modifications du pointage, erreurs instrumentales, lumières parasites, etc. |  |

## Historique du projet

### Première mission de la classe S du programme Cosmic Vision de l'Agence spatiale européenne
L'Agence spatiale européenne (ESA) a décidé de développer une nouvelle classe de mission spatiale dans le cadre de son programme scientifique Cosmic Vision 2015-2025 : la classe S (S pour Small) est caractérisée par un coût nettement inférieur aux deux catégories existantes (classes M et L) : le coût pris en charge par l'agence spatiale est plafonné à 50 millions d'euros et le cycle de développement est limité à 4 ans. Un appel à propositions pour la première mission (S1) est lancé en mars 2012. CHEOPS, proposé par l'Université de Berne en Suisse (qui fait partie de l'ESA) et réunissant au sein d'un consortium plusieurs pays membres de l'ESA, est sélectionné le 19 octobre 2012 parmi 26 projets par le comité du programme scientifique de l'ESA pour une étude plus approfondie. Le 19 février 2014 le comité sélectionne définitivement la mission, ce qui lance les développements. Le coût total de la mission est de 100 millions € dont 50 millions € financés par le consortium CHEOPS regroupant les centres de recherche développant le télescope, seul instrument embarqué,,.

### Organisation
Entre l'ESA et le consortium CHEOPS la distribution des tâches est la suivante :
- l'Agence spatiale européenne définit l'architecture de la mission, fournit la plateforme, réalise l'assemblage final et les tests associés et se charge du lancement du satellite ;
- le consortium CHEOPS, développe la charge utile et l'étalonne, assure le support pour l'assemblage et les tests finaux, prend en charge la préparation scientifique et l'exploitation, et a la responsabilité du segment sol.

Au sein de l'Agence spatiale européenne le responsable du projet est Nivola Rando et la responsable scientifique est Kate Isaac. Au sein du consortium CHEOPS le responsable scientifique est Willy Benz tandis que le gestionnaire du projet est Christopher Broeg tous deux de l'Université de Berne. Le consortium est constitué par des instituts de recherche de 11 pays. Les principaux participants sont :
- Suisse : Université de Berne, Observatoire de l'université de Genève ;
- Autriche : Institut für Weltraumforschung (Graz), Université de Vienne ;
- Belgique : Université de Liège, Centre spatial de Liège ;
- France : Laboratoire d’astrophysique de Marseille, Institut d’astrophysique de Paris, Institut de planétologie et d'astrophysique de Grenoble, Institut de Physique du Globe, Observatoire de Paris ;
- Allemagne : Deutsches Zentrum für Luft- und Raumfahrt, Institut für Planetenforschung (Berlin), Université technique de Berlin ;
- Hongrie : Admatis, Observatoire Konkoly.

### Développement
Les premiers éléments du satellite sont fournis durant le deuxième trimestre 2015 par Airbus Espagne (constructeur de la plateforme) à l'Université de Berne qui pilote le consortium chargé de développer le télescope. La revue critique de conception est effectuée en janvier 2016 pour l'instrument et en mai 2016 pour l'ensemble du satellite. En juillet 2018 débutent les tests du satellite complet. En avril 2018, le télescope est transporté de l'Université de Berne à Madrid pour être assemblé avec la plateforme.
En novembre 2018 l'Agence spatiale européenne annonce que le satellite sera lancé entre le 15 octobre et le 14 novembre 2019 par une fusée Soyouz emportant comme charge utile principale le satellite d'observation de la Terre radar italien COSMO-SkyMed de seconde génération. Fin décembre 2018 l'ensemble des tests est achevé puis la revue d'acceptation et de qualification effectuée en février 2019 est conclue par un accord pour le lancement. Le satellite est stocké à Madrid en attendant son envoi en Guyane française. CHEOPS arrive à Kourou le 16 octobre 2019.

## Caractéristiques techniques

### Caractéristiques générales
Le satellite comprend une structure hexagonale au sommet de laquelle est fixé le télescope qui constitue la charge utile, le tout est protégé sur trois côtés par un pare-soleil qui forment entre eux un angle de . La dimension externe du satellite est de 1,5 × 1,5 × 1,5 m et sa masse est de 273 kg. La plateforme utilisée par le satellite est fournie par Airbus Defense and Space en Espagne et dérive de celle du satellite SEOSAT. La principale exigence de la mission est que le télescope soit pointé avec une précision suffisante vers la portion du ciel étudiée et que durant la période d'observation, les mouvements soient réduits au minimum. Le satellite est stabilisé sur 3 axes avec une précision de pointage de 1 seconde d'arc et une dérive cumulée sur 10 heures inférieure à 4 secondes d'arc. Le système de contrôle d'attitude maintient en permanence un des axes du satellite pointé vers la Terre, ce qui permet de maintenir le radiateur du télescope en permanence tourné vers l'espace. Le télescope restant pointé de manière continue vers sa cible durant 48 heures (en moyenne), cette contrainte impose une rotation du satellite autour de l’axe du télescope par rapport à l'orbite. Des panneaux solaires non mobiles, fixés sur le pare-soleil, fournissent en continu 60 watts. Le volume de données transférées vers le sol est de l'ordre de 1,2 gigabits/jour,,,.

### Le télescope

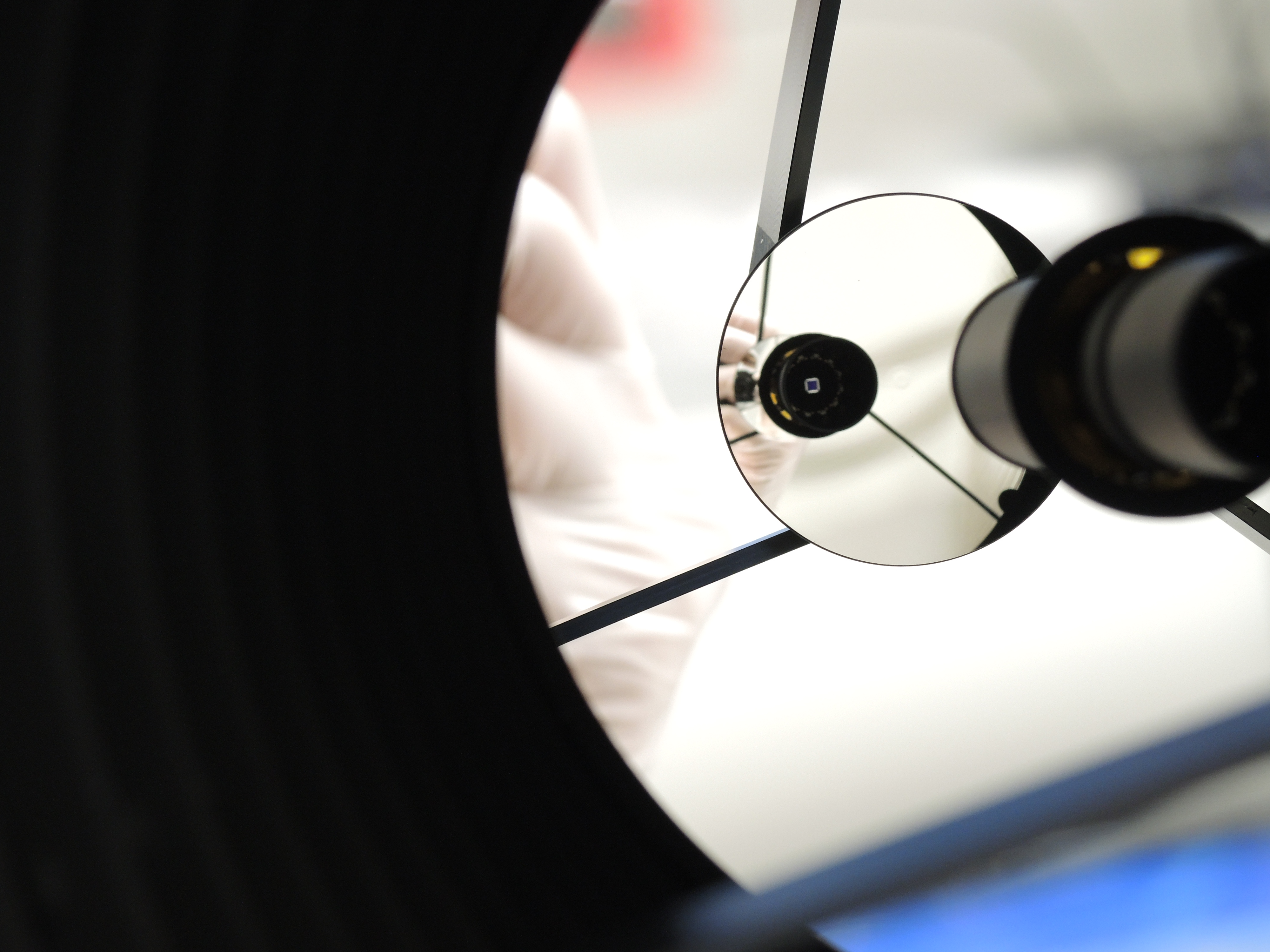
Optique de CHEOPS et son détecteur.

La charge utile, dont la masse est de 58 kg, est constituée par un télescope Ritchey-Chrétien dans l'axe dont l'ouverture est de 32 cm et la longueur focale est de  1,6 mètre  (f/5). il fonctionne en lumière visible et en proche infrarouge (0,4 à 1,1 micromètre). Le miroir secondaire d'un diamètre de 68 millimètres se trouve à 30 centimètres du miroir primaire ce qui permet de disposer d'une optique très compacte. Des lentilles additionnelles focalisent le rayonnement incident de manière à étaler l'image sur une surface du détecteur de 765 pixels de côté. Le plan focal a un diamètre de 11,23 mm ce qui correspond à un champ de vue de 0,32°. Un obturateur est ouvert une fois CHEOPS en orbite,,.

## Segment terrestre
Les données et les commandes sont collectées par la station terrienne de Torrejon de l'INTA (près de Madrid en Espagne) qui héberge également le centre de contrôle du satellite. Le centre scientifique qui définit les objectifs scientifiques de la mission, reçoit, traite, distribue et archive les données, est situé à l'Université de Genève.

## Déroulement de la mission
CHEOPS est placé en orbite le 18 décembre 2019 à 8 h 54 UTC par un lanceur Soyouz-Fregat décollant de la base de lancement de Kourou. CHEOPS est la charge utile secondaire du vol : la charge utile primaire est le satellite d'observation radar italien COSMO-SkyMed de seconde génération de 2,2 tonnes. Le lanceur place également en orbite trois nano-satellites : le CubeSat 3U EyeSat développé par des étudiants français (5 kg), ANGELS un CubeSat 12U expérimental du CNES de 20 kg et OPS-SAT un satellite de l'Agence spatiale européenne destiné à tester et valider de nouvelles techniques de contrôle de satellite et des systèmes embarqués. CHEOPS est largué par le dernier étage du lanceur deux heures 24 minutes après le décollage,,.
Le 8 janvier 2020, l'instrument principal est allumé, l'obturateur étant toujours fermé. Le détecteur mesure donc sa première image noire ("dark"), c'est-à-dire une image sans source extérieure. Cette image permet l'étalonnage de l'instrument et de vérifier son bon fonctionnement,. L'ouverture de l'obturateur s'est déroulée avec succès le 29 janvier 2020.
Après quelques semaines dédiées à la vérification des divers systèmes, CHEOPS est officiellement déclaré apte à l'observation scientifique le 16 avril 2020. Durant la phase de vérification de l'instrument, l'étoile HD 93396, située à 320 années-lumière, est pointée et le transit de son exoplanète KELT-11b, découverte en 2016 par l'observatoire KELT-Sud, est observée avec réussite.
CHEOPS circule sur une orbite héliosynchrone crépusculaire à une altitude d'environ 700 km et avec une inclinaison orbitale de 98,22°. Sur cette orbite, le télescope spatial pourra observer 27 % de la voûte céleste au moins 15 jours par an avec des interruptions inférieures à 20 minutes par orbite. D'autres scénarios permettant d'accroître la portion de ciel observable ont été étudiés et exclus : une orbite plus haute (1 200 km) car trop exposée au rayonnement de la ceinture de radiations, ou une orbite géostationnaire car elle ne rentre pas dans l'enveloppe budgétaire. Le télescope doit observer 300 systèmes planétaires durant sa mission primaire d'une durée de 3,5 ans,.

## Résultats scientifiques
Après l'ouverture de l'obturateur en janvier 2020, suivie en avril du lancement de la phase opérationnelle, l'ESA annonce le 28 septembre 2020 que CHEOPS a détecté sa première exoplanète (WASP-189 b). Cet Jupiter ultra-chaude orbite autour de HD 133112 en seulement 2,7 jours. Sa température atteint 3 200 degrés. CHEOPS est amené à observer et à détecter des centaines d'exoplanètes dans les années à venir,.
Le 25 janvier 2021, une équipe de scientifiques annonce que le système planétaire TOI-178 est composés d'au moins 6 planètes et que 5 d'entre elles sont en résonance orbitale. Ces résonances existent dans le système solaire (lune de Jupiter). Le schéma de résonance est 18:9:6:4:3, ce qui signifie que pendant que la première planète (la deuxième depuis l'étoile) effectue 18 rotations, la deuxième en effectue 9, la troisième 6 et ainsi de suite. Conjointement avec des observatoires au sol de l'Observatoire européen austral, CHEOPS a permis de clarifier les périodes de révolution et détecter une planète dont l'existence avait été prédite par calcul. La grande particularité de ce système est que les densités des planètes ne suivent pas le schéma de résonance, ce qui n'est pas expliqué par la théorie. Dans les quelques autres systèmes planétaires avec résonance orbitale, les densités des planètes étaient décroissantes avec l'éloignement à l'étoile,.
Le 28 juin 2021, une équipe de scientifiques indique avoir mesuré le transit, « par hasard », de la troisième planète du système proche Nu2 Lupi (en),. Situé à moins de 50 années-lumière et visible à l'œil nu, ce système planétaire fait partie de la constellation du Loup. En 2019, l'instrument au sol HARPS détecte, par la méthode des vitesses radiales, trois exoplanètes autour de l'étoile Nu2 Lupi,. Le satellite TESS montre ensuite que les deux premières exoplanètes, Nu2Lupi b et c, transitent devant l'étoile. Durant une observation du système par CHEOPS, le transit de la troisième exoplanète, Nu2 Lupi d, de manière inattendue, est observé. Avec une période d'environ 108 jours, il s'agit d'un événement rare, la méthode des transits ayant tendance à favoriser des détections de planètes avec de courtes périodes. L'équipe estime que la planète fait 2,5 rayons terrestres et 8,8 masses terrestres,. Avec sa longue période et sa relative brillance, il s'agit d'une cible idéale pour de plus amples recherches et notamment la potentielle découverte d'un anneau ou de lunes. D'après les premiers résultats, Nu2Lupi b est rocheuse tandis que Nu2Lupi c et d sont gazeuses et principalement composées d'hélium, d'hydrogène et vapeur d'eau (25% de la masse, contre 0.1% pour la Terre).

### Documents de référence
- (en) Agence spatiale européenne, CHEOPS - Launch media kit, novembre 2019, 25 p. (lire en ligne)  — Dossier de presse publié pour le lancement de CHEOPS.
- (en) Agence spatiale européenne, CHEOPS - CHaracterising ExOPlanets Satellite Definition Study Report (red book), Agence spatiale européenne, novembre 2013, 105 p. (lire en ligne)  — Cahier des charges de la mission.
- (en) Adrien Deline, Didier Queloz, Bruno Chazelas et al., « Expected performances of the Characterising Exoplanet Satellite (CHEOPS). I. Photometric performances from ground-based calibration », Instrumentation and Methods for Astrophysics,‎ 6 août 2019, p. 1-12 (lire en ligne)  — Performances attendues.